# Aéroport de Boise
Pour les articles homonymes, voir Boise (homonymie) et BOI.
L'aéroport de Boise (code IATA : BOI • code OACI : KBOI • code FAA : BOI), Boise Air Terminal ou Gowen Field) est situé au sud de la ville de Boise dans l'Idaho aux États-Unis. Il est séparé de celle-ci par l'autoroute Interstate 84.

## Statistiques
C'est le 82e aéroport nord-américain avec plus de 2,7 millions de passagers qui y ont transité en 2009
Pour des raisons techniques, il est temporairement impossible d'afficher le graphique qui aurait dû être présenté ici.

Voir la requête brute et les sources sur Wikidata.

## Compagnies aériennes et destinations
| Compagnies         | Destinations |
| ------------------ | --- |
| Alaska Airlines    | Everett , Los Angeles, Portland, Sacramento, San Diego, San Francisco , San José (Californie), Seattle-Tacoma, Spokane |
| Allegiant Air      | Las Vegas-Harry-Reid, Los Angeles En saison : Phoenix-Mesa-Gateway                                                     |
| American Airlines  | Dallas-Fort Worth, Phoenix-Sky Harbor                                                                                  |
| American Eagle     | Dallas-Fort Worth En saison : Chicago-O'Hare                                                                           |
| Delta Air Lines    | Minneapolis-Saint-Paul, Salt Lake City                                                                                 |
| Delta Connection   | Los Angeles , Seattle-Tacoma                                                                                           |
| Frontier Airlines  | En saison : Denver |
| Gem Air            | En saison : McCall (en), Salmon (Lehmi County) (en), Stanley                                                           |
| Southwest Airlines | Denver, Las Vegas-Harry-Reid, Oakland, Phoenix-Sky Harbor, Sacramento, San Diego, San José (Californie), Spokane       |
| United Airlines    | Denver, San Francisco En saison : Chicago-O'Hare                                                                       |
| United Express     | Chicago-O'Hare, Denver, Houston-George Bush, Los Angeles, San Francisco                                                |

Édité le 16/07/2020